# Modèle moléculaire
Un modèle moléculaire est un modèle physique qui représente des molécules et leurs processus. Dans cet article, le "modèle moléculaire" fera principalement référence aux systèmes contenant plus d'un atome et où la structure nucléaire est négligée. La structure électronique est également souvent omise ou représentée de manière très sophistiquée.

## Aperçu
Les modèles physiques des systèmes atomistiques ont joué un rôle important dans la compréhension de la chimie et dans la génération et la vérification d'hypothèses. Le plus souvent, il existe une représentation explicite des atomes, bien que d'autres approches telles que les films de savon et d'autres supports aient été utilisés. Il existe plusieurs raisons quant à la création de modèles physiques :
- en tant qu'outils pédagogiques pour les étudiants ou ceux qui ne connaissent pas les structures atomistiques;
- pour générer ou tester des théories (par exemple, la structure de l'ADN);
- en tant qu'ordinateurs analogiques (par exemple, pour mesurer les distances et les angles dans les systèmes flexibles) ;
- comme objets esthétiques à la frontière de l'art et de la science.

La construction de modèles physiques est un acte souvent créatif, et de nombreux exemples sur mesure ont été soigneusement créés dans les départements scientifiques. Il existe un très large éventail d'approches de la modélisation physique des molécules, et cet article ne répertorie que les plus courantes ou historiquement les plus importantes. La stratégie principale, initialement dans les manuels et les articles de recherche et plus récemment sur les ordinateurs. Les graphiques moléculaires ont remplacé certaines fonctions des modèles moléculaires physiques, mais les kits physiques continuent d'être très populaires et sont vendus en grand nombre. Leurs atouts uniques :
- le prix: bon marché et portabilité
- messages immédiats de manière tactile et visuel
- interactivité simple pour de nombreux processus (par exemple, analyse conformationnelle et pseudorotation).

## Histoire
Dans les années 1600, Johannes Kepler a spéculé sur la symétrie des flocons de neige et aussi sur l'emballage serré d'objets sphériques tels que les fruits (ce problème est resté non résolu jusqu'à très récemment). L'arrangement symétrique de sphères étroitement emballées a informé les théories de la structure moléculaire à la fin des années 1800, et de nombreuses théories de la cristallographie et de la structure inorganique à l'état solide utilisaient des collections de sphères égales et inégales pour simuler l'emballage et prédire la structure.

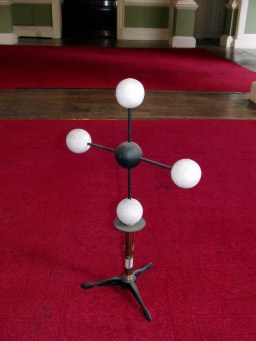
Modèle de Hofmann pour le méthane.

John Dalton a représenté les composés comme des agrégations d'atomes circulaires, et bien que Johann Josef Loschmidt n'ait pas créé de modèles physiques, ses diagrammes basés sur des cercles sont des analogues bidimensionnels des modèles ultérieurs. August Wilhelm von Hofmann est crédité du premier modèle moléculaire physique vers 1860 (Fig. 1). À noter que la taille du carbone semble plus petite que celle de l'hydrogène. L'importance de la stéréochimie n'était alors pas reconnue et le modèle est essentiellement topologique (il devrait s'agir d'un tétraèdre à 3 dimensions).
Jacobus Henricus van 't Hoff et Joseph Le Bel ont introduit le concept de chimie dans l'espace - la stéréochimie en trois dimensions. Van 't Hoff a construit des molécules tétraédriques représentants les propriétés tridimensionnelles du carbone.

## Modèles basés sur des sphères
Les unités répétitives aide à montrer à quel point il est facile et clair de représenter des molécules à travers des boules qui représentent des atomes.

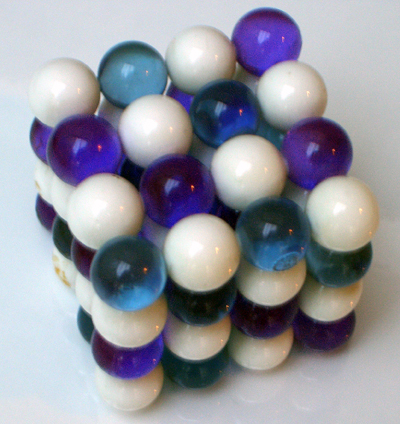
Réseau de chlorure de sodium (NaCl), montrant des sphères compactes représentant un réseau AB cubique à faces centrées similaire à celui de NaCl et de la plupart des autres halogénures alcalins. Dans ce modèle, les sphères sont de tailles égales alors que des modèles plus "réalistes" auraient des rayons différents pour les cations et les anions.

Les composés binaires chlorure de sodium (NaCl) et chlorure de césium (CsCl) ont des structures cubiques mais ont des groupes spatiaux différents. Cela peut être rationalisé en termes d'emballage serré de sphères de différentes tailles. Par exemple, NaCl peut être décrit comme des ions chlorure compacts (dans un réseau cubique à faces centrées) avec des ions sodium dans les trous octaédriques. Après le développement de la cristallographie aux rayons X comme outil de détermination des structures cristallines, de nombreux laboratoires ont construit des modèles basés sur des sphères. Avec le développement des boules en plastiques ou en polystyrènes, il est maintenant facile de créer de tels modèles.

## Modèles basés sur des balles et des bâtons
Le concept de la liaison chimique en tant que lien direct entre les atomes peut être modélisé en reliant des boules (atomes) avec des bâtons/tiges (liaisons). Cela a été extrêmement populaire et est encore largement utilisé aujourd'hui. Initialement, les atomes étaient constitués de boules en bois sphériques avec des trous spécialement percés pour les tiges. Ainsi, le carbone peut être représenté comme une sphère avec quatre trous aux angles tétraédriques cos −1 (− 1/3) ≈ 109,47°.
Un problème avec les liaisons rigides et les trous est que des systèmes avec des angles arbitraires ne peuvent pas être construits. Cela peut être surmonté avec des liaisons flexibles, à l'origine des ressorts hélicoïdaux, mais maintenant généralement en plastique. Ceci permet également aux doubles et triples liaisons d'être approchées par plusieurs liaisons simples (Fig. 3).

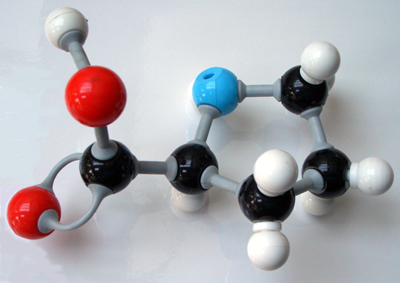
Un modèle moderne de balle et de bâton en plastique. La molécule représentée est la proline.

La figure 3 représente un modèle en boules et bâtons de la proline. Les boules sont de couleurs précises : le noir représente le carbone (C) ; rouge, oxygène (O); bleu, azote (N); et blanc, hydrogène (H). Chaque boule est percée d'autant de trous que sa valence conventionnelle (C : 4 ; N : 3 ; O : 2 ; H : 1) dirigée vers les sommets d'un tétraèdre. Les liaisons simples sont représentées par des bâtonnets gris (assez) rigides. Les doubles et triples liaisons utilisent deux liaisons flexibles plus longues qui limitent la rotation et supportent la stéréochimie cis / trans conventionnelle.

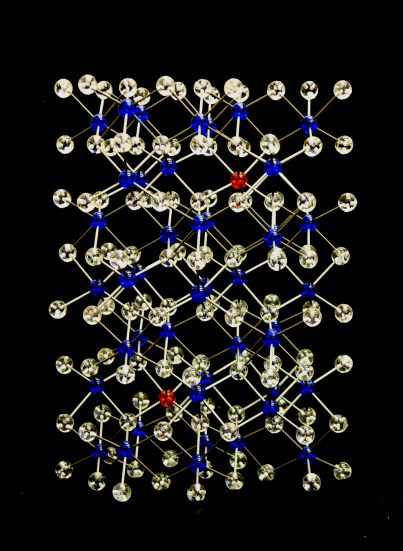
Modèle boule et bâton de Beevers en rubis (corindon dopé au Cr) fabriqué avec des boules en acrylique et des tiges en acier inoxydable par Miramodus Ltd..

Cependant, la plupart des molécules nécessitent des trous à d'autres angles et des sociétés spécialisées fabriquent des kits et des modèles sur mesure. Outre les trous tétraédriques, trigonaux et octaédriques, il y avait des balles polyvalentes à 24 trous. Ces modèles permettaient une rotation autour des liaisons à une seule tige, ce qui pouvait être à la fois un avantage (montrant une flexibilité moléculaire) et un inconvénient (les modèles sont souples). L'échelle approximative était de 5 cm par ångström (0,5 m/nm ou 500 000 000:1), mais n'était pas homogène sur tous les éléments.
Arnold Beevers à Édimbourg a créé de petits modèles en utilisant des billes en PMMA et des tiges en acier inoxydable. En utilisant des boules percées individuellement avec des angles et des longueurs de liaison précis dans ces modèles, de grandes structures cristallines doivent être créées avec précision, mais avec une forme légère et rigide. La figure 4 montre une cellule unitaire de rubis dans ce style.
Le modèle d'ADN de Crick et Watson et les kits de construction de protéines de Kendrew ont été parmi les premiers modèles squelettiques. Ceux-ci étaient basés sur des composants atomiques où les valences étaient représentées par des bâtonnets; les atomes étaient des points aux intersections. Des liaisons ont été créées en reliant des composants avec des connecteurs tubulaires avec des vis de verrouillage.
André Dreiding a introduit un kit de modélisation moléculaire à la fin des années 1950 qui se dispensait des connecteurs. Un atome donné aurait des pointes de valence solides et creuses. Les tiges solides s'encliquetent dans les tubes en formant une liaison, généralement avec une rotation libre. Ceux-ci étaient et sont très largement utilisés dans les départements de chimie organique et ont été réalisés avec une précision telle que les mesures interatomiques pouvaient être effectuées à la règle.
Plus récemment, des modèles en plastique bon marché (comme Orbit) utilisent un principe similaire. Une petite sphère en plastique ayant des protubérances sur lesquelles des tubes en plastique peuvent être ajustés. La flexibilité du plastique signifie que des géométries déformées peuvent être réalisées.

## Modèles polyédriques
De nombreux solides inorganiques sont constitués d'atomes entourés d'une sphère de coordination d'atomes électronégatifs (par exemple tétraèdres PO 4, octaèdres TiO 6 ). Les structures peuvent être modélisées en collant ensemble des polyèdres en papier ou en plastique.

## Modèles composites

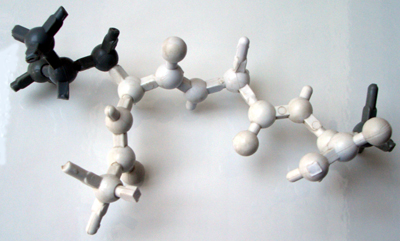
Un modèle de Nicholson, montrant une courte partie du squelette protéique (blanc) avec des chaînes latérales (gris). Notez les stubs coupés représentant des atomes d'hydrogène.

Un bon exemple de modèles composites est l'approche de Nicholson, largement utilisée depuis la fin des années 1970 pour construire des modèles de macromolécules biologiques. Les composants sont principalement des acides aminés et des acides nucléiques avec des résidus préformés représentant des groupes d'atomes. Beaucoup de ces atomes sont directement moulés dans des gabarits et s'emboîtent en poussant des bouts de plastique dans de petits trous. Le plastique adhère bien et rend les liaisons difficiles à faire pivoter, de sorte que des angles de torsion arbitraires peuvent être définis et conserver leur valeur. Les conformations de la colonne vertébrale et des chaînes latérales sont déterminées en pré-calculant les angles de torsion puis en ajustant le modèle avec un rapporteur.
Le plastique est blanc et peut être peint pour distinguer les atomes O et N. Les atomes d'hydrogène sont normalement implicites et modélisés en coupant les rayons. Un modèle d'une protéine typique avec environ 300 résidus pourrait prendre un moi à construire. Il était courant pour les laboratoires de construire un modèle pour chaque protéine résolue. En 2005, tant de structures protéiques étaient déterminées que relativement peu de modèles ont été créés.

## Modèles informatiques

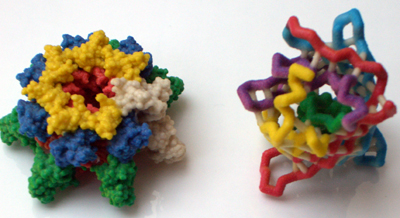
Modèles protéiques intégrés.

Avec le développement de la modélisation physique sur ordinateur, il est maintenant possible de créer des modèles complets d'une seule pièce en introduisant les coordonnées d'une surface dans l'ordinateur. La figure 6 montre des modèles de toxine charbonneuse, à gauche (à une échelle d'environ 20 Å/cm ou 1:5 000 000) et de protéine fluorescente verte, à droite (5 cm de haut, à une échelle d'environ 4 Å/cm ou 1:25 000 000) de 3D Molecular Design. Les modèles sont réalisés en plâtre ou en amidon, selon un procédé de prototypage rapide.
Il est également devenu possible récemment de créer des modèles moléculaires précis à l'intérieur de blocs de verre en utilisant une technique connue sous le nom de gravure laser souterraine. L'image de droite (Fig. 7) montre la structure 3D d'une protéine d' E. coli (sous-unité bêta de l'ADN polymérase, code PDB 1MMI) gravée à l'intérieur d'un bloc de verre par la société britannique Luminorum Ltd.
Les ordinateurs peuvent également modéliser mathématiquement les molécules. Des programmes tels qu'Avogadro peuvent s'exécuter sur des ordinateurs de bureau typiques et peuvent prédire les longueurs et les angles de liaison, la polarité moléculaire et la distribution de charge, et même les propriétés mécaniques quantiques telles que les spectres d'absorption et d'émission. Cependant, ces types de programmes ne peuvent pas modéliser les molécules à mesure que d'autres atomes sont ajoutés, car le nombre de calculs est quadratique dans le nombre d'atomes impliqués; si quatre fois plus d'atomes sont utilisés dans une molécule, les calculs prendront 16 fois plus de temps. Pour la plupart des objectifs pratiques, tels que la conception de médicaments ou le repliement de protéines, les calculs d'un modèle nécessitent un supercalcul ou ne peuvent pas du tout être effectués sur des ordinateurs classiques dans un délai raisonnable. Les ordinateurs quantiques peuvent modéliser des molécules avec moins de calculs car le type de calculs effectués à chaque cycle par un ordinateur quantique est bien adapté à la modélisation moléculaire.

## Couleurs communes
Certaines des couleurs les plus couramment utilisées dans les modèles moléculaires sont les suivantes :[réf. nécessaire]
| Élément                                   |  | Couleur associée |
| ----------------------------------------- |  | ---------------- |
| Hydrogène (H)                             |  | Blanc            |
| Carbone (C)                               |  | Noir             |
| Oxygène (O)                               |  | Rouge            |
| Azote (N)                                 |  | Bleu             |
| Soufre (S)                                |  | Jaune            |
| Chlore (Cl)                               |  | Vert moyen       |
| Fluor (F)                                 |  | Vert clair       |
| Brome (Br)                                |  | Marron           |
| Iode (I)                                  |  | Violet           |
| Phosphore (P)                             |  | Orange           |
| Fer (Fe)                                  |  | Pêche            |
| Titane (Ti)                               |  | Gris             |
| Métaux (Co, Cu, Ni, Fe parfois)           |  | Argent           |
| Bore (B) et certains métaux de transition |  | Saumon           |
| Gaz nobles (He, Ne, Ar, Xe, Kr)           |  | Cyan             |

## Chronologie
Ce tableau est une chronologie incomplète des événements où les modèles moléculaires physiques ont fourni des informations scientifiques majeures.
| Développeur(s)                                                | Date    | La technologie                                       | commentaires |
| ------------------------------------------------------------- | ------- | ---------------------------------------------------- | --- |
| Johannes Kepler                                               | c. 1600 |                                                      | emballage de sphère, symétrie des flocons de neige.                                                                                                |
| Johann Josef Loschmidt                                        | 1861    | Graphiques 2D                                        | représentation des atomes et des liaisons en touchant des cercles                                                                                  |
| August Wilhelm von Hofmann                                    | 1860    | balle et bâton                                       | premier modèle moléculaire physique reconnaissable                                                                                                 |
| Jacobus Henricus van 't Hoff                                  | 1874    | papier?                                              | la représentation des atomes sous forme de tétraèdres a soutenu le développement de la stéréochimie                                                |
| Jean Desmond Bernal                                           | c. 1930 | Pâte à modeler et rayons                             | modèle d'eau liquide |
| Robert Corey, Linus Pauling, Walter Koltun ( coloration CPK ) | 1951    | Modèles remplissant l'espace de l'hélice alpha, etc. | La "Nature de la liaison chimique" de Pauling couvrait tous les aspects de la structure moléculaire et a influencé de nombreux aspects des modèles |
| Francis Crick et James D. Watson                              | 1953    | pointes, gabarits plats et connecteurs avec vis      | modèle d'ADN |
| Graphiques moléculaires                                       | c. 1960 | afficher sur les écrans d'ordinateur                 | complète plutôt qu'il ne remplace les modèles physiques                                                                                            |